# ブルーリッジ・パークウェイ

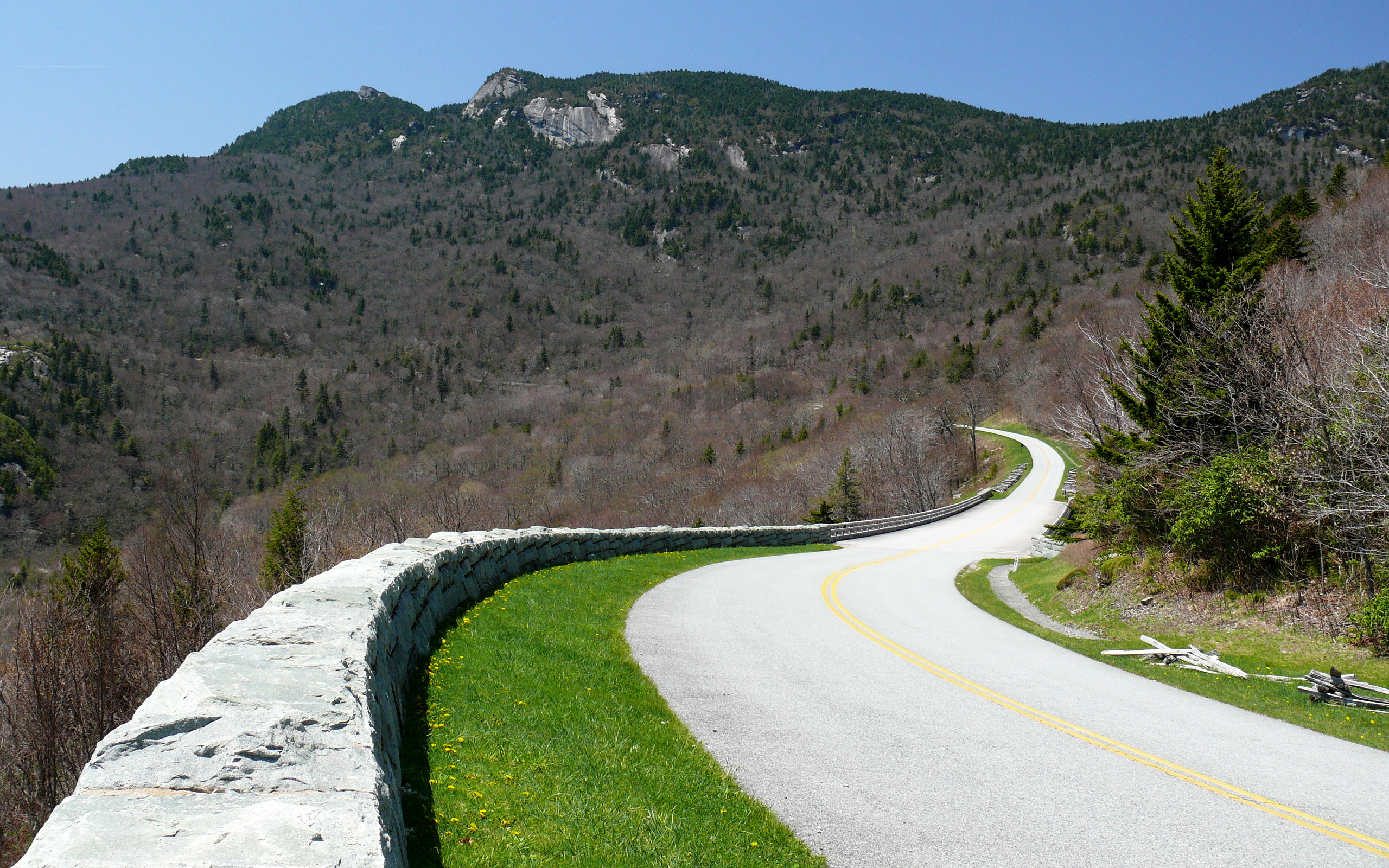
グランドファーザー山近くのブルーリッジ・パークウェイ

ブルーリッジ・パークウェイ（英語: Blue Ridge Parkway）は、アメリカ合衆国東部にあるブルーリッジ山脈の上を通る風光明媚なパークウェイで、バージニア州西部とノースカロライナ州西部を通過する。

## 概要
ブルーリッジ・パークウェイは、その風光明媚な美しさで有名な、米国の国立公園道路で、シーニックバイウェイでもある。アメリカで最も長い線形公園であるパークウェイ[3]は、バージニア州とノースカロライナ州の29の郡を469マイル（755 km）にわたって走り、シェナンドー国立公園とグレートスモーキー山脈国立公園を結んでいる。それは主に、アパラチア山脈の一部である主要な山脈であるブルーリッジ山脈の背骨に沿って走っている。その南端は、グレートスモーキー山脈国立公園とノースカロライナ州のチェロキーインディアンの東部部族のクアラ境界との境界にある米国国道441号線（US 441）にあり、そこから北に向かってバージニア州のシェナンドー国立公園に向かう。道路はシェナンドーを通り、スカイライン・ドライブとして続く。このスカイライン・ドライブは、別の国立公園局によって管理されている同様の風光明媚な道路である。
ブルーリッジ・パークウェイは、4年間（1949、2013、2016、2019年）を除いて、1946年以来毎年国立公園システムで最も訪問者が多い道路である。道路の両側の土地は国立公園局によって所有および維持されており、多くの場所で公園道路の土地は米国森林局の所有物に隣接している。パークウェイの使用は無料である。ただし、ノースカロライナ州アッシュビル近くのパークサービス本部の承認なしに商用車を使用することは禁止されている。冬は車道が整備されておらず、特に標高の高い部分やトンネルを通過する区間は通行できないことが多いため、晩秋から初春にかけて通行止めになる。山の天候は非常に変動しやすいため、条件や閉鎖は急速に変化することがよくある。制限速度が45 mph（72 km/h）を超えることはない。
ブルーリッジ・パークウェイ1930年代に、市民保全部隊によって建設された。春の新緑、夏の濃い緑、特に秋の紅葉と観光客に人気がある。冬は氷と雪によって、閉鎖される。